# L'Enfant de la ville
Pour plus de détails, voir Fiche technique et Distribution.
L'Enfant de la ville (The Earthling), est un film d'aventures américano-australien réalisé par Peter Collinson et sorti en 1980.
Le tournage s'est déroulé en Australie en 1979 et il s'agit du dernier film réalisé par Collinson avant sa mort l'année suivante.

## Synopsis
Patrick Foley est un homme solitaire d'âge moyen, atteint d'un cancer, qui décide d'aller passer les derniers jours de sa vie dans la petite maison où il est né, dans une forêt sauvage. Pendant le voyage, il est témoin d'un accident dans lequel les parents de Shawn, 10 ans, meurent.
Foley doit décider s'il abandonne son projet et ramène l'enfant à la civilisation, ou s'il poursuit son voyage en laissant l'enfant se débrouiller seul. Il décide donc d'aller de l'avant et de l'emmener avec lui.
Tous deux éprouvent d'abord une profonde aversion l'un pour l'autre, qui se transforme peu à peu en affection réciproque. À la mort de Foley, Shawn a mûri et est prêt à retourner à la civilisation.

## Fiche technique
- Titre français : L'Enfant de la ville ou Australia Kid[1]
- Titre original anglais : The Earthling[2],[3]
- Réalisation : Peter Collinson
- Scenario : Lanny Cotler
- Photographie :	Donald McAlpine
- Montage : Nicholas Beauman, Frank Morriss
- Musique : Dick DeBenedictis, Bruce Smeaton
- Production : Samuel Z. Arkoff, Stephen Sharmat, Elliot Schick, John Strong
- Société de production : Arkoff International, Filmways Pictures, Earthling Associates
- Pays de production :  Australie -  États-Unis
- Langue originale : anglais
- Format : couleurs par Technicolor - 2,35:1 - Son mono - 35 mm
- Durée : 97 minutes
- Genre : film d'aventures
- Dates de sortie :
  - Australie : 24 juillet 1980
  - États-Unis : 8 février 1981
  - France : 1982

## Distribution
- William Holden : Patrick Foley
- Rick Schroder : Shawn Daley
- Jack Thompson : Ross Daley
- Olivia Hamnett : Bettina Daley
- Alwyn Kurts : Christian Neilson
- Pat Evison : Meg Neilson

## Production
Le film a été tourné de septembre à octobre 1979 dans les Blue Mountains, la forêt de Barrington et le parc national de Warrumbungle en Nouvelle-Galles du Sud. Il a été rapporté que Holden et Schroder s'entendaient bien pendant le tournage. Schroder a nommé l'un de ses enfants Holden en l'honneur de son collègue.